# Mazda Roadpacer
Der Mazda Roadpacer ist eine Limousine der oberen Mittelklasse, die der japanische Automobilhersteller Mazda von 1975 bis 1979 produzierte und ausschließlich in Japan verkaufte.
Der Roadpacer basierte auf dem Modell Premier der australischen GM-Marke Holden.
Motorlose, ansonsten komplette Premier-Modelle wurden nach Japan verschifft, wo Mazda den hauseigenen Wankelmotor vom Typ 13B mit 1,3 Litern Kammervolumen installierte.
Obwohl dieser 135 PS leistete und ein maximales Drehmoment von 138 Nm aufwies, tat er sich im gut 1575 Kilogramm schweren Roadpacer eher schwer. Immerhin war der Motor kräftiger als die von Holden verwendeten Hubkolbenmotoren; gleichwohl erreichte der Roadpacer lediglich eine Spitze von 166 km/h, die Beschleunigung war träge, der Verbrauch horrend: damalige Testberichte nennen Werte um die 26 Liter pro 100 Kilometer. Einmal in Schwung gekommen, verwöhnte der Roadpacer aber durch Laufruhe und entspanntes Gleiten.
Schon der Holden Premier war umfangreich ausgestattet, in der Mazda-Version war freilich noch sehr viel mehr serienmäßig mit an Bord, etwa eine Zentralverriegelung, die bei einer Geschwindigkeit von 10 km/h automatisch alle Türen verriegelte, ein Warngong, wenn man (die in Japan erlaubten) 90 km/h überschritt, ein Diktiergerät und ein Stereoradio, das sich auch vom Fond aus bedienen ließ.
Der Preis belief sich 1975 auf 3,8 Millionen Yen (damals etwa 40.000 DM); ein Mazda 929 kostete etwa die Hälfte.
Ausstattung und Preis weisen schon darauf hin, dass der Roadpacer vor allem für hohe Regierungsbeamte und Wirtschaftsbosse gedacht war und damit mit den Spitzenmodellen der anderen großen japanischen Autokonzerne konkurrierte, dem Toyota Century, Nissan President und Mitsubishi Debonair.
Aufgrund der Modelleinführung im Gefolge der Ölkrise von 1973/74 verkaufte sich der Roadpacer schlecht; bis zum Produktionsende 1979 verkaufte Mazda lediglich 799 Exemplare (1975: 399; 1976: 240; 1977: 119; 1978: 36 und 1979: 5 Stück).
Mehrere Fahrzeuge sollen nach Australien und Griechenland gekommen sein. Ein Exemplar soll zumindest zeitweise im Mazda-Museum Augsburg ausgestellt gewesen sein.